# Санта Мария дела Скала
Санта Мария дела Скала (на италиански: Santa Maria della Scala) е лечебно заведение, паметник на културата с историческа, архитектурна, художествена стойност в град Сиена, Тоскана, Италия. 
Според легендата болницата е основана през 898 г. от обущар на име Сороре. Друга легенда глади, че болницата е основана от свещениците на катедралата от другата страна на Виа Франчиджена, за да приюти поклонниците, идващи от Франция и Северна Европа в Рим. Първоначално в нея са работели предимно духовници, отдадени на благотворителна дейност. Въпреки това първият известен документ, в който се споменава средновековната болница, е от 29 март 1090 г.
Сградата на Санта Мария дела Скала  е изградена върху основата на сграда, построена през 12 век. Първият устав на болницата е датиран от 1305 г. Там е изложена структурата на лечебното заведение - неговия ректор, началникът на института и др. Интересен факт, е че преди някой да бъде номиниран за ректор, той трябва да дари цялото си имущество на болницата. 
Болницата е изографисана от художниците Векиета, Доменико ди Бартоло и Приамо дела Куерча. Църквата „Сантисима Анунциата“ е построена върху по-старо ядро от края на 13 век. Болницата е притежавала стотици декари от дарения. Събраната пшеница е събирана в определени за това помещения и раздавана на нуждаещите се.

## Галерия
- Комплекс „Санта Мария дела Скала“
- Разпятие
- Мадоната с Младенеца
- Фрески в сградата